# Ahmad Elrich
Ahmad Elrich (ur. 30 maja 1981 r. w Sydney) – australijski piłkarz libańskiego pochodzenia grający na pozycji pomocnika.

## Kariera klubowa
Profesjonalną karierę rozpoczął w 1999 w klubie Parramatta Eagles, jednak w tym samym roku przeszedł do Parramatta Power. W sezonie 2003/2004 okazał się najlepszym asystentem z 22 asystami. W 2004 na krótko wyjechał do Korei Południowej, aby grać w klubie Busan I'Park. Latem 2005 zakupił do Fulham Londyn. W 2006 był na miesiąc wypożyczony do norweskiego Lyn Fotball. 4 września 2007 rozwiązał kontrakt z Fulham. 21 września 2007 zasilił zespół Wellington Phoenix. Od 2008 do 2010 był zawodnikiem Central Coast Mariners. Po upłynięciu kontraktu z tym klubem zakończył karierę piłkarską.

## Kariera reprezentacyjna
Elrich występował w reprezentacji Australii do lat 20 oraz 23. W 2004 zadebiutował w kadrze seniorów. Grał na Igrzyskach Olimpijskich 2004 w Atenach i PK 2005 w Niemczech. Zdobył Puchar Oceanii 2004. Po raz ostatni w reprezentacji wystąpił w 2006, dla której zagrał w 17 spotkaniach i strzelił 5 bramek.